# Харрис, Майк
Майкл Дин «Майк» Харрис, англ. Michael Deane "Mike" Harris (род. 23 января 1945, Торонто) — 22-й премьер-министр Онтарио с 26 июня 1995 г. по 15 апреля 2002 г. Известен своей политикой реформ, направленных на бюджетную экономию, получивших название «революция здравого смысла», англ. Common Sense Revolution.

## Молодость
Родился в Торонто. Детство провёл в г. Норт-Бей, где его отец управлял лагерем отдыха для рыболовов. Первоначально учился в Лютеранском университете в г. Уотерлу (ныне Университет Уилфрида Лорье), однако бросил его через год. В возрасте 21 года, когда его отец купил лыжный склон, Харрис переехал в г. Сент-Адель в Квебеке, где в течение 2 лет работал лыжным инструктором.
После того, как его первый брак потерпел неудачу, он поступил в Лаврентийский университет и Учительский колледж Норт-Бей, где получил учительский сертификат. Поступил на должность учителя в публичную школу У. Дж. Фрикера в Норт-Бей, где несколько лет преподавал математику 7- и 8-классникам во вновь открытом концептуальнм классе на 120 учеников. По выходным продолжал работать лыжным инструктором на Ниписсинг-Ридж, а летом — на рыболовном курорте своего отца. В конце концов, когда лыжный курорт стал приносить большие деньги, он оставил профессию учителя.
После того, как отец продал свой лыжный курорт, Харрис стал управляющим гольф-клуба Пайнвуд в г. Норт-Бей.

## Ранняя политическая карьера
Впервые занял публичную должность в 1974 г., став попечителем школьного совета. На выборах в Онтарио 1981 г. победил действовавшего депутата от Либеральной партии в округе Ниписсинг. Харрис позднее заявлял, что пойти в политику его заставило несогласие с курсом премьер-министра Пьера Трюдо.
В 1985 г. премьер-министр Онтарио Фрэнк Миллер, которого Харрис поддержал в борьбе за лидерство в провинциальной партии, назначил Харриса министром природных ресурсов Онтарио.
В 1990 г. Харрис стал лидером прогрессивных консерваторов в Онтарио.
На выборах в Онтарио 1990 г. при поддержке прежнего лидера Ларри Гроссмана Харрису удалось добиться существенного расширения представительства партии в провинциальном парламенте — от прежних двух десятков до 130 мест. 3 мая 1994 г. Харрис огласил свою программу «революции здравого смысла», которая была необычной для центристски настроенной провинции Онтарио, так как предлагала значительное урезание провинциального бюджета и снижение налогов с целью устранения бюджетного дефицита в 11 миллиардов долларов.

## Премьер-министр Онтарио
К 1995 г. Новая демократическая партия, впервые пришедшая к власти в Онтарио, и премьер от этой партии Боб Рей потеряли популярность у избирателей ввиду разбалансированной экономики провинции и её рекордного бюджетного дефицита даже на фоне общеканадской рецессии, а также ввиду провала политики «социального контракта», в результате чего Рей потерял поддержку даже традиционно поддерживавших его рабочих. В предвыборных опросах лидировали либералы во главе с Лином Маклаудом, однако ввиду ряда спорных действий, когда позиция либералов часто менялась на противоположную, они стали терять поддержку. Харрис победил в телевизионных дебатах, а его программа «революции здравого смысла» приобрела широкую известность. На выборах 1995 г. консерваторы победили, сформировав правительство большинства, причём более половины своих мест консерваторы получили в пригородном поясе вокруг Торонто.

### Революция здравого смысла
Сразу после выборов Харрис начал осуществлять свою далеко идущую программу реформ ради сокращения бюджетного дефицита, накопившегося при правительстве Рея. Одной из его первых мер было урезание средств на программы социальной поддержки на 22 %. Как отмечал Харрис, слишком многие люди пользовались социальными программами, и это тормозило процесс поиска ими работы. Правительство также ввело в действие программу «Ontario Works», которая сократила число получателей пособий за счёт расширения возможностей трудового обучения или помещения на рабочие места начального уровня. После ухода Харриса с должности либералы во многом свернули эту программу.
Харрис сократил провинциальный подоходный налог на 30 %, вернув его к уровню до 1990 г., то есть до приходак власти НДП. Кроме того, был введён дополнительный медицинский налог для получателей сверхвысоких доходов.
Вскоре после прихода к власти Харрис начал сокращать расходы на медицинский сектор, в результате чего было уволено много медсестёр и закрыт ряд больниц. В ряде случаев его действия натолкнулись на массовые протесты и даже вмешательство властей соседнего Квебека, как в случае с франкоязычной больницей Монфор в Оттаве, от закрытия которой он был вынужден отказаться. При нём также появилась служба круглосуточной телефонной медицинской поддержки Telehealth Ontario, где на вопросы звонивших отвечали профессиональные медсёстры.
Также он свернул ряд инфраструктурных проектов, в том числе сооружение метро на участке Эглинтон-Уэст в Торонто, хотя строительство последнего уже началось.
Программа «революции здравого смысла» включала приватизацию ряда крупных предприятий, в частности, компании электроснабжения Ontario Hydro и монополиста по торговле алкоголем Liquor Control Board of Ontario. Фактически, из этих двух ни одна не была приватизирована, но первая была разделена на 5 компаний. Приватизация была свёрнута из-за сильной общественной критики.
Харрис осуществил укрупнение ряда муниципалитетов, за что его сильно критиковала оппозиция. В частности, в 2001 г., накануне ухода Харриса с должности, произошло увеличение территории г. Оттава, столицы Канады, в несколько раз.
Также правительство Харриса провело ряд образовательных реформ, в частности, сократив срок обучения в старшей школе с 5 лет до 4, уменьшив полномочия региональных школьных управлений, внедрив стандартизированные школьные программы и общепровинциальное тестирование учеников. В 1999 г. была введена в действие политика регулярного тестирования учителей.
На фоне общего подъёма экономики в Северной Америке показатели Онтарио были особенно впечатляющими, особенно в течение 1-го срока правления Харриса. Несмотря на это, дефицит провинциального бюджета продолжал расти, увеличившись ещё на 20 миллиардов долларов.

### Ипперуошский кризис
Вскоре после победы Харриса в 1995 г. произошли столкновения индейцев, заявлявших свои права на землю, с полицией в провинциальном парке к северо-западу от Торонто. В результате столкновений был убит один индеец. Судебное разбирательство, касавшееся роли премьер-министра в этих событиях, тянулось более 10 лет. Хотя Харрис был оправдан, выяснилось, что он действительно потребовал от руководителя провинциальной полиции «Я хочу, чтобы этих грёбаных индейцев вышвырнули из парка!», хотя Харрис отрицал это под присягой.

## Второй срок на посту премьера
В 1999 г. Харрис вновь получил большинство в Ассамблее Онтарио и вновь стал премьер-министром. Он также объявил о своей новой программе «Живое наследие Онтарио», в ходе которой было открыто 378 новых парков и защищённых зон.
Правительство Харриса подверглось критике после инцидента 2000 г., когда система водоснабжения г. Уолкертон оказалась заражена E. coli, в результате чего умерло 7 человек и сотни заболели. Виновным был признан местный чиновник, отвечавший за качество воды.
Хотя правительство Харриса сбалансировало бюджет, его критиковали за то, что снижение налогов привело к падению доходов, в результате чего бюджетный дефицит даже возрос. В ответ сторонники Харриса указывали, что доходы бюджета возросли с $48 млрд в 1995 до $64 млрд в 2001 г.
Правительство Харриса снизило число получателей социальной помощи в Онтарио на полмиллиона человек, что, по мнению критиков, привело к увеличению числа бедных и бездомных. Сторонники Харриса указывали, что уровень бедности в целом за годы правления Харриса остался прежним, тогда как количество новых работ, в основном по совместительству, резко возросло в конце 1990-х гг. Были внесены изменения в провинциальное трудовое законодательство, в частности, отменив прежний запрет на использование штрейкбрехеров.
Среди других нововведений было внедрение стандартизованного тестирования школьных учеников, а также лишение межшкольных управлений прав на сбор налогов.
В 2001 г. правительство Харриса предложило план налогового кредита родителям, отдававшим детей в частные и религиозные школы (хотя ранее, в 1999 г., Харрис критиковал подобную инициативу). В поддержку этой инициативы консерваторы ссылались на то, что католические школы уже официально получают государственное стимулирование, тогда как критики указывали, что это приведёт к ослаблению системы публичных школ.
Харрис назначил больше женщин на должности заместителей министров, чем любой прежний премьер-министр Онтарио.

## После отставки
Из-за утраты популярности и по личным соображениям Харрис ушёл в отставку в 2002 г., уступив должность премьер-министра своему давнему другу, министру финансов Онтарио Эрни Ивсу.
В 2002 г. Харрис стал работать в Институте Фрезера, правоцентристском политилогическом центре, в должности старшего сотрудника (Senior Fellow). На этой должности он оказал влияние на политику провинции Альберта, реформы в которой во многом повторили его политику «революции здравого смысла». В январе 2003 г. стал членом совета директоров компании Magna International.
Несмотря на свою широкую популярность в Онтарио, Харрис слишком поздно решил участвовать в федеральной политике, и его попытки оказались неудачными. В 2003 г. он высказался в поддержку иракской кампании, а в 2004 г. поддержал на выборах лидера консервативной партии Белинду Стронек (Belinda Stronach), которая проиграла их Стивену Харперу.